# Nataša Čikiriz
Nataša Čikiriz (serbisch-kyrillisch Наташа Чикириз, * 26. Juni 1995 in Čačak) ist eine serbische Volleyballspielerin.

## Karriere
Čikiriz begann ihre Karriere 2011 bei Partizan Belgrad. Mit dem Verein wurde sie 2014 serbische Meisterin und Supercupsiegerin. 2015 gewann sie neben diesem Wettbewerb auch den nationalen Pokal. 2016 wechselte die Juniorinnen-Nationalspielerin zum polnischen Verein Bank BPS Fakro Muszyna. 2017 wurde die Außenangreiferin vom deutschen Bundesligisten SC Potsdam verpflichtet.